# Šťavelanové komplexy kovů
Šťavelanové komplexy kovů jsou komplexní sloučeniny obsahující šťavelanové (C2O 2−
4 ) ligandy. Šťavelanové ionty obvykle vytvářejí pětičlenné MO2C2 chelátové kruhy.
Jsou známy i víceligandové komplexy, například [Co(C2O4)(NH3)4]κ+.

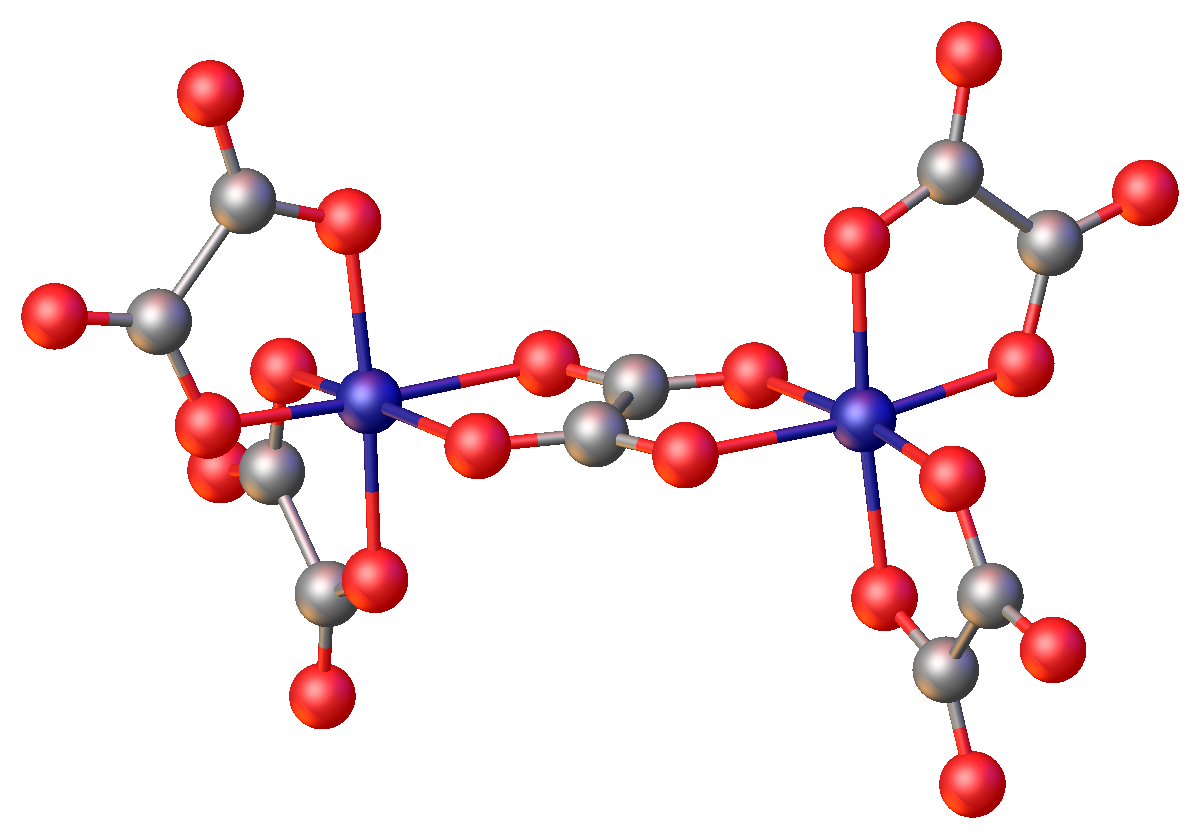
[Cr2(ox)5]4−
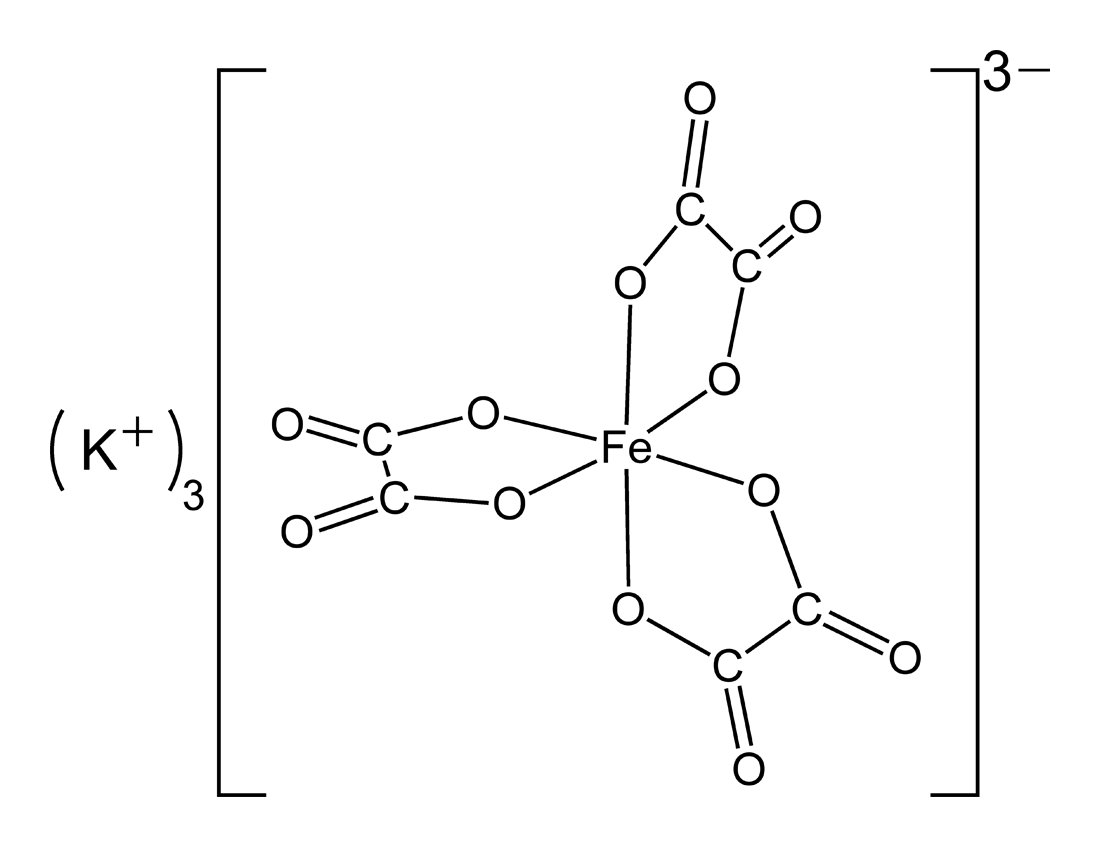
Trisoxalatoželezitan draselný (K3[Fe(C2O4)3].3 H2O)
Oxaliplatina, protinádorové léčivo.
[Zr(ox)4]4−

## Homoleptické komplexy
Homoleptické šťavelanové komplexy mohou mít například vzorec [M(κ2-C2O4)3]n−: M = V3+, Mn3+, Cr3+, Tc4+, Fe3+, Ru3+, Co3+, Rh3+, Ir3+. Anionty v nich vykazují chirální D3 symetrii a u některých se podařilo získat jednotlivé enantiomery. Některé rané přechodné kovy vytváří tetrakiskomplexy typu [M(κ2−C2O4)4]n− M = Nb5+, Zr4+, Hf4+ nebo Ta5+

## Vícejaderné komplexy
Šťavelanové ionty mohou tvořit můstky ve vícejaderných komplexech s (κ2,κ'2−C2O4)M2 jádry. Příkladem dvojjaderných komplexů mohou být sloučeniny odpovídající vzorci [M2(C2O4)5]2− M = Fe2+ nebo Cr3+.

## Fotochemické vlastnosti

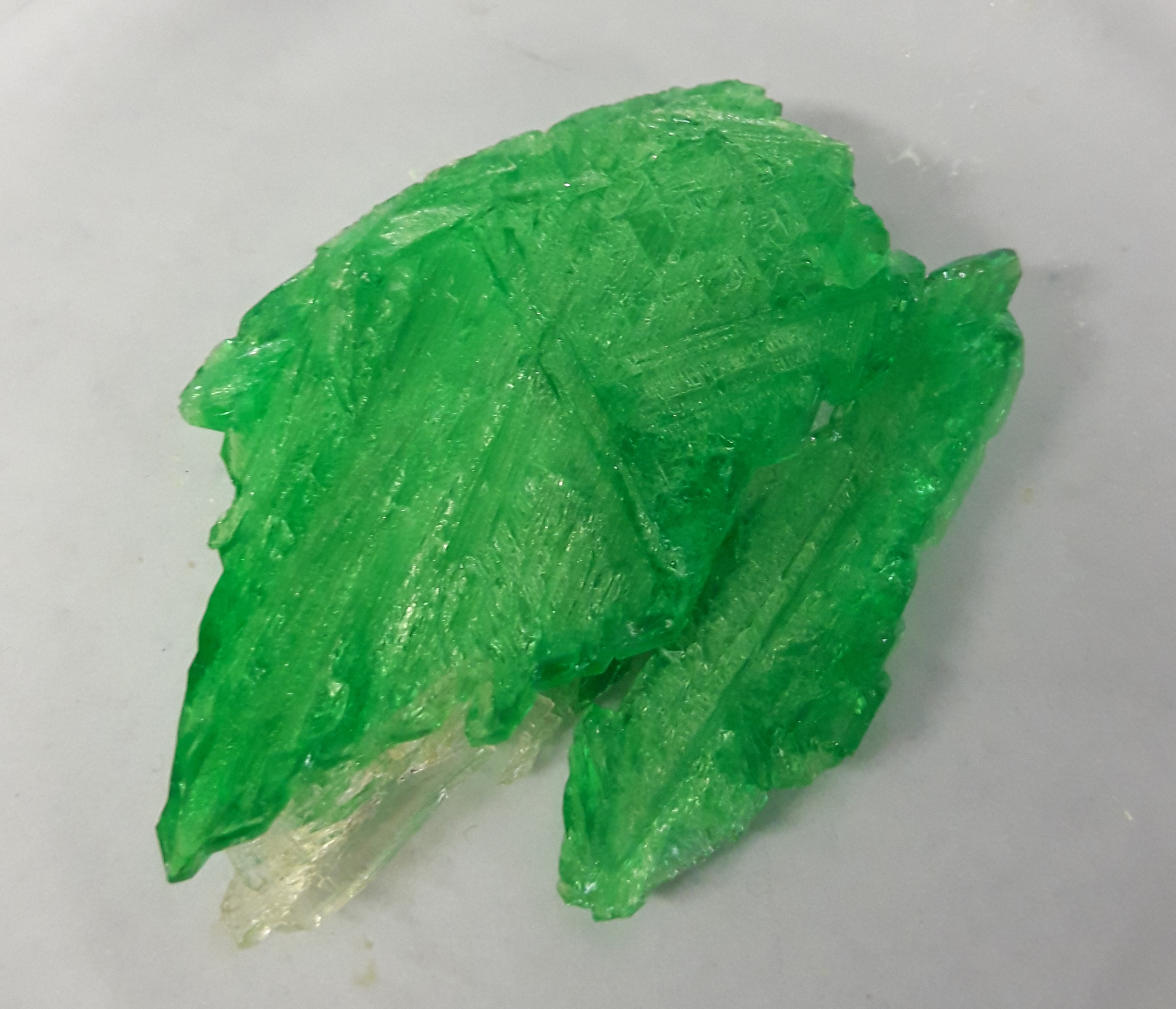
Krystaly trisoxalatoželezitanu draselného

Šťavelanové komplexy se působením světla rozkládají za uvolnění oxidu uhličitého; tento jev je základem analytické metody nazývané aktinometrie. Ozářením Pt(C2O4)(PPh3)2 ultrafialovým zářením vznikají deriváty Pt0(PPh3)2.